# Diastylis doryphora
Diastylis doryphora is een zeekommasoort uit de familie van de Diastylidae. De wetenschappelijke naam van de soort is voor het eerst geldig gepubliceerd in 1940 door Fage.